# Beñat Labaien
Beñat Labaien (Vergara, Guipúzcoa, País Vasco, España, 11 de octubre de 1987) es un entrenador de fútbol español. Actualmente es asistente técnico de Xabi Alonso en el Real Madrid Club de Fútbol en LaLiga 1 de España.

## Trayectoria
Labaien comenzaría su trayectoria en los banquillos en las categorías inferiores del Bergara K.E. cuando era aún jugador, antes de marcharse con 17 años a Madrid para estudiar INEF. 
Atlético de Madrid
En 2007 ingresó en la estructura del Atlético de Madrid para dirigir a equipos del fútbol base en el que trabajó durante dos temporadas, antes de marcharse en 2009 para ser entrenador del Juvenil "A" de la Agrupación Deportiva Parla.
En enero de 2010, regresa al Atlético de Madrid para ser segundo entrenador del Juvenil "A", junto a Fran Alcoy.
Selección de fútbol sub-17 Masculina de España
En la temporada 2010-11, firma como analista de la Selección de fútbol sub-17 de España en donde trabajaría con Santi Denia, Luis Milla, Julen Lopetegui y Fernando Hierro como director deportivo.
Real Madrid
En julio de 2011, firma por el Real Madrid CF donde sería 2º entrenador del Cadete A y responsable del departamento de análisis del fútbol base.
En las temporadas 2012-13 y 2013-14, sería 2° entrenador del Juvenil "B" del Real Madrid CF junto a Fernando Morientes y, en esta última, también trabajaría como analista en el Real Madrid Castilla CF, en 2ª División.
Alcobendas Levitt
En la temporada 2014-15 dirigió la segunda vuelta al Juvenil "A" del Alcobendas Levitt, en el grupo V de División de Honor Juvenil.
CF Fuenlabrada
En la temporada 2015-16, se convierte en segundo entrenador de Fernando Morientes en el CF Fuenlabrada de la Segunda División B de España.
Elche CF
En la temporada 2016-17, firma por el Elche CF para ser entrenador asistente con Alberto Toril, en 2ª División.
Leeds United
En 2017, luego de recibir la llamada del director deportivo Víctor Orta, emprende su primera aventura al extranjero para trabajar como asistente de Thomas Christiansen y posteriormente de Paul Heckingbottom en el Leeds United de la English Football League Championship.
Real Sociedad
En julio de 2018 recibe la llamada de Roberto Olabe para incorporarse a la Real Sociedad y convertirse en responsable de la unidad de análisis del conjunto guipuzcoano, en el que trabajaría durante cuatro temporadas y media siendo asistente de Asier Garitano y trabajando junto a Imanol Alguacil, cosechando grandes éxitos y viviendo una de las mejores épocas del club.
Alcanzaron tres clasificaciones de UEFA Europa League consecutivas y la consecución del título de Copa del Rey el 3 de abril de 2021.
Tokushima Vortis
El 9 de diciembre de 2022, firma como nuevo entrenador del Tokushima Vortis de la J2 League.1
Al-Wakrah
En julio de 2024 se incorporó al Al-Wakrah SC de Catar como segundo entrenador, formando parte del equipo de Miguel Ángel Ramírez. Permaneció en el club hasta diciembre, cuando junto al cuerpo técnico se trasladó al Real Zaragoza.
Real Zaragoza
En diciembre de 2024 se unió al cuerpo técnico del Real Zaragoza como asistente de Miguel Ángel Ramírez, hasta marzo de 2025. 

## Clubes

### Como entrenador
| Club                                            | País       | Año       |
| ----------------------------------------------- | ---------- | --------- |
| Atlético de Madrid Fútbol base                  | España     | 2007-2009 |
| Agrupación Deportiva Parla Fútbol base          | España     | 2009      |
| Atlético de Madrid Juvenil A (2.º entrenador)   | España     | 2010      |
| Selección de fútbol sub-17 de España (Analista) | España     | 2010-2011 |
| Real Madrid CF Fútbol Base                      | España     | 2011-2012 |
| Real Madrid CF Juvenil B (2.º entrenador)       | España     | 2012-2013 |
| Real Madrid CF Juvenil B                        | España     | 2012-2014 |
| Real Madrid Castilla CF (Analista)              | España     | 2013-2014 |
| Alcobendas CF Juvenil                           | España     | 2014-2015 |
| CF Fuenlabrada (2.º entrenador)                 | España     | 2015-2016 |
| Elche CF (Analista)                             | España     | 2016-2017 |
| Leeds United (2.º entrenador)                   | Inglaterra | 2017-2018 |
| Real Sociedad (Analista Jefe)                   | España     | 2018-2022 |
| Tokushima Vortis (Entrenador)                   | Japón      | 2023      |
| Al-Wakrah SC (2.° entrenador)                   | Catar      | 2024      |
| Real Zaragoza (Asistente)                       | España     | 2024-2025 |